# Limnichus falsus
Limnichus falsus är en skalbaggsart som beskrevs av Delève 1971. Limnichus falsus ingår i släktet Limnichus och familjen lerstrandbaggar. Inga underarter finns listade i Catalogue of Life.